# ديفيد بيري (كاتب أمريكي)
ديفيد بيري (بالإنجليزية: David Berry)‏ هو كاتب سيناريو أمريكي، ولد في 8 يوليو 1943 في دنفر في الولايات المتحدة، وتوفي في 16 ديسمبر 2016.

## وصلات خارجية
- ديفيد بيري على موقع IMDb (الإنجليزية)
- ديفيد بيري على موقع قاعدة بيانات برودواي على الإنترنت (الإنجليزية)
- ديفيد بيري على موقع قاعدة بيانات الفيلم (الإنجليزية)